# Joseph Wegstein
Joseph Henry Wegstein (* 7. April 1922 in Washburn, Illinois; † 16. August 1985) war ein US-amerikanischer Informatiker.

## Leben
An der University of Illinois begann er ein Studium der Physik, welches er dort im Jahre 1948 mit dem Master abschloss. Er arbeitete für das National Bureau of Standards (heute NIST), wo er sich auf Standards der automatischen Datenverarbeitung und insbesondere technische Erkennung von Fingerabdrücken spezialisierte.
Joseph Wegstein nahm an den Konferenzen 1958 in Zürich und 1960 in Paris teil, deren Ergebnis die Programmiersprachen Algol 58 bzw. Algol 60 waren. Als Teilnehmer von CODASYL war Wegstein auch an der Entwicklung von COBOL beteiligt.

## Publikationen
- A computer oriented single-fingerprint identification system, 1968
- A semi-automated single fingerprint identification system, 1969
- Automated fingerprint identification, 1970
- Manual and Computerized footprint identification, 1972
- The M40 fingerprint matcher, 1975